# Антилевский, Алексей Сергеевич
Алексей Сергеевич Антилевский (бел. Аляксей Сяргеевіч Анцілеўскі; род. 2 февраля 2002, Минск) — белорусский футболист, полузащитник клуба «Гомель». Старший брат, Дмитрий, также является профессиональным футболистом.

## Клубная карьера

### Начало карьеры
Футболом начал заниматься в ДЮСШ клуба МТЗ-РИПО. Позже на юношеском уровне играл за минское «Динамо», «Минск» и борисовский БАТЭ. В 2018 году перешел в брестское «Динамо», где начал играть за дубль команды. В марте 2020 года на правах аренды стал игроком брестского «Руха». Стал играть за дубль, так как в составе основной команды обычно оставалась на скамейке запасных. Дебютировал в Высшей лиге 12 июля 2020 года в матче против «Энергетика-БГУ», когда вышел на замену во втором тайме.

### «Торпедо-БелАЗ»

#### Сезон 2021
В январе 2021 года отправился на просмотр в жодинский клуб «Торпедо-БелАЗ», где вскоре подписал контракт. Дебютировал за клуб 6 марта 2021 года в матче Кубка Беларуси против дзержинского «Арсенала», выйдя на замену в начале второго тайма. Первый матч за клуб в Высшей лиге сыграл 13 марта 2021 года против минского «Динамо». В июле 2021 года вместе с клубом отправился на квалификационные матчи Лиги конференций УЕФА, однако на европейском турнире так и не дебютировал, проведя свои 2 матч на скамейке запасных. Первыми результативными действиями отличился 2 октября 2021 года в матче против «Сморгони», забив свой дебютный гол за клуб и отдав результативную передачу. Всего за сезон футболист отличился забитым голом и 2 результативными передачами.

#### Сезон 2022
В марте 2022 года новый сезон начал с четвертьфинальных матчей Кубка Беларуси. Первый матч сыграл 9 марта 2022 года против борисовского БАТЭ, выйдя в стартовом составе и проведя на поле все 90 минут, где сама игра закончилась ничьей. Однако в ответной встрече 13 марта 2022 года борисовский клуб оказался сильнее. Первый матч в Высшей лиге сыграл 23 апреля 2022 года против мозырской «Славии». В матче 28 мая 2022 года против минского «Динамо» отличился первым результативным действием, отдав голевую передачу. Первый гол в сезоне забил 4 июля 2022 года в матче против «Слуцка». Всего за сезон в свой актив записал 2 забитых гола и результативную передачу.

#### Аренда в «Славию-Мозырь»
В январе 2023 года футболист продлил контракт с жодинским «Торпедо-БелАЗ». В марте 2023 года футболист на правах арендного соглашения отправился в мозырскую «Славию» до конца сезона. Дебютировал за клуб 2 апреля 2023 года против минского «Динамо», выйдя на замену на 78 минуте. Первым результативным действием за клуб футболист отличился 19 мая 2023 года в матче против «Слуцка», отдав голевую передачу. Дебютный гол за клуб забил 13 августа 2023 года в матче против минского «Динамо». На протяжении сезона футболист был одним из ключевых игроков игроков мозырского клуба, отличившись 3 забитыми голами и 2 результативными передачами. По итогу сезона футболист вместе с клубом завершил чемпионат на итоговом седьмом месте. В декабре 2023 года футболист покинул клуб по окончании срока арендного соглашения.

### «Гомель»
В январе 2024 года появилась информация, что футболист станет игроком солигорского «Шахтёра». Вскоре главный тренер солигорского клуба Станислав Суворов сообщил, что футболист проходит в клубе медицинский осмотр. В марте 2024 года футболист перешёл в «Гомель», подписав контракт до конца сезона. Дебютировал за клуб футболист 31 марта 2024 года в матче против гродненского «Немана», выйдя на поле в стартовом составе.

## Карьера за сборную
29 марта 2021 года дебютировал за молодежную сборную Беларуси, когда вышел в стартовом составе в товарищеском игре против сборной Грузии (1:4).

## Статистика
| Сезон | Дивизион | Клуб           | Страна        | Матчи | Голы |
| ----- | -------- | -------------- | ------------- | ----- | ---- |
| 2018  | дубль    | Динамо (Брест) | Флаг Беларуси | 30    | 1    |
| 2019  | дубль    | Динамо (Брест) | Флаг Беларуси | 27    | 8    |
| 2020  | Д1       | Рух (Брест)    | Флаг Беларуси | 4     | 2    |
| 2021  | Д1       | Торпедо-БелАЗ  | Флаг Беларуси | 22    | 1    |
| 2022  | Д1       | Торпедо-БелАЗ  | Флаг Беларуси | 22    | 2    |
| 2023  | Д1       | Славия-Мозырь  | Флаг Беларуси | 25    | 3    |